# Esferas celestes

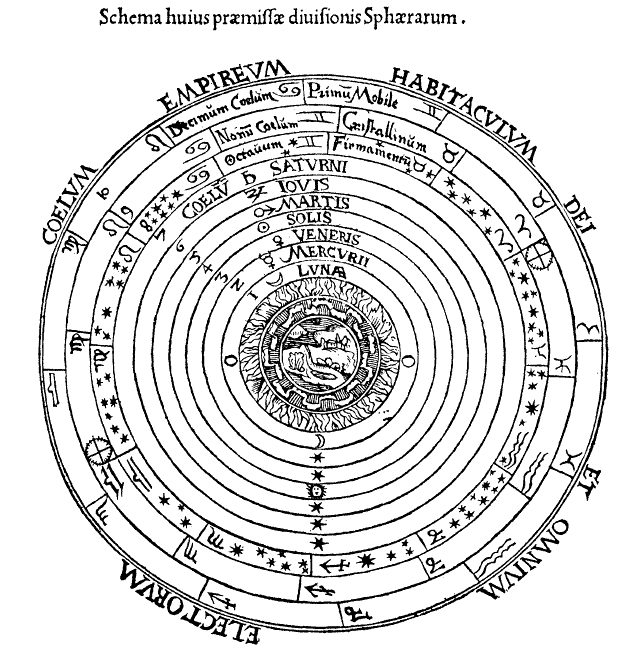
Esferas celestes geocêntricas; Cosmographia de Peter Apian (Antuérpia, 1539)

As esferas celestes, ou orbes celestes, eram as entidades fundamentais dos modelos cosmológicos desenvolvidos por Platão, Eudoxo, Aristóteles, Ptolomeu, Copérnico e outros. Nesses modelos celestes, os movimentos aparentes das estrelas fixas e dos planetas são contabilizados tratando-os como se estivessem embutidos em esferas giratórias feitas de um quinto elemento etéreo e transparente ( quintessência ), como pedras preciosas incrustadas em orbes. Como se acreditava que as estrelas fixas não mudavam suas posições em relação umas às outras, argumentou-se que elas deveriam estar na superfície de uma única esfera estrelada. Pitágoras via nas órbitas celestes relações matemáticas que produziam uma harmonia celeste , a chamada " música das esferas ", imperceptível ao ouvido humano, capaz de influenciar a qualidade da vida terrena.
No pensamento moderno, as órbitas dos planetas são vistas como os caminhos desses planetas através do espaço quase vazio. Os pensadores antigos e medievais, no entanto, consideravam os orbes celestes como esferas espessas de matéria rarefeita alinhadas umas nas outras, cada uma em contato completo com a esfera acima dela e a esfera abaixo. Quando os estudiosos aplicaram os epiciclos de Ptolomeu, presumiram que cada esfera planetária era exatamente espessa o suficiente para acomodá-los.  Ao combinar este modelo de esfera aninhada com observações astronômicas, os estudiosos calcularam o que se tornou valores geralmente aceitos na época para as distâncias ao Sol: cerca de 6.4 milhões de quilómetros, para os outros planetas e para a borda do universo: cerca de 117 milhões de quilómetros.  As distâncias do modelo de esfera alinhada ao Sol e aos planetas diferem significativamente das medições de distância modernas, e o tamanho do universo é agora conhecido por ser inconcebivelmente grande e em expansão contínua. 
Albert Van Helden sugeriu que, de cerca de 1250 até o século XVII, praticamente todos os europeus educados estavam familiarizados com o modelo ptolomaico de "esferas aninhadas e as dimensões cósmicas derivadas dele".  Mesmo após a adoção do modelo heliocêntrico do universo de Copérnico, novas versões do modelo da esfera celeste foram introduzidas, com as esferas planetárias seguindo esta sequência a partir do Sol como centro: Mercúrio, Vênus, Terra-Lua, Marte, Júpiter e Saturno.
Calípo de Cízico adicionou mais 7 esferas ao sistema de Eudoxo, elevando o total para 34 esferas, para explicar evidências observacionais, particularmente em relação às variações na velocidade angular do Sol e da Lua.
Aristóteles acrescentou ainda outras, formulando um complicado sistema de mecânica celeste com 55 esferas, que se tornou necessário para melhor dar conta das irregularidades das trajetórias dos planetas , em grego πλάνητες ( plànētes ), que significa precisamente "errante", assim chamado para distingui-los das estrelas "fixas" supremas, que por outro lado têm movimento regular. Uma concepção cosmológica também está presente em Platão , que entretanto não menciona as esferas celestes.

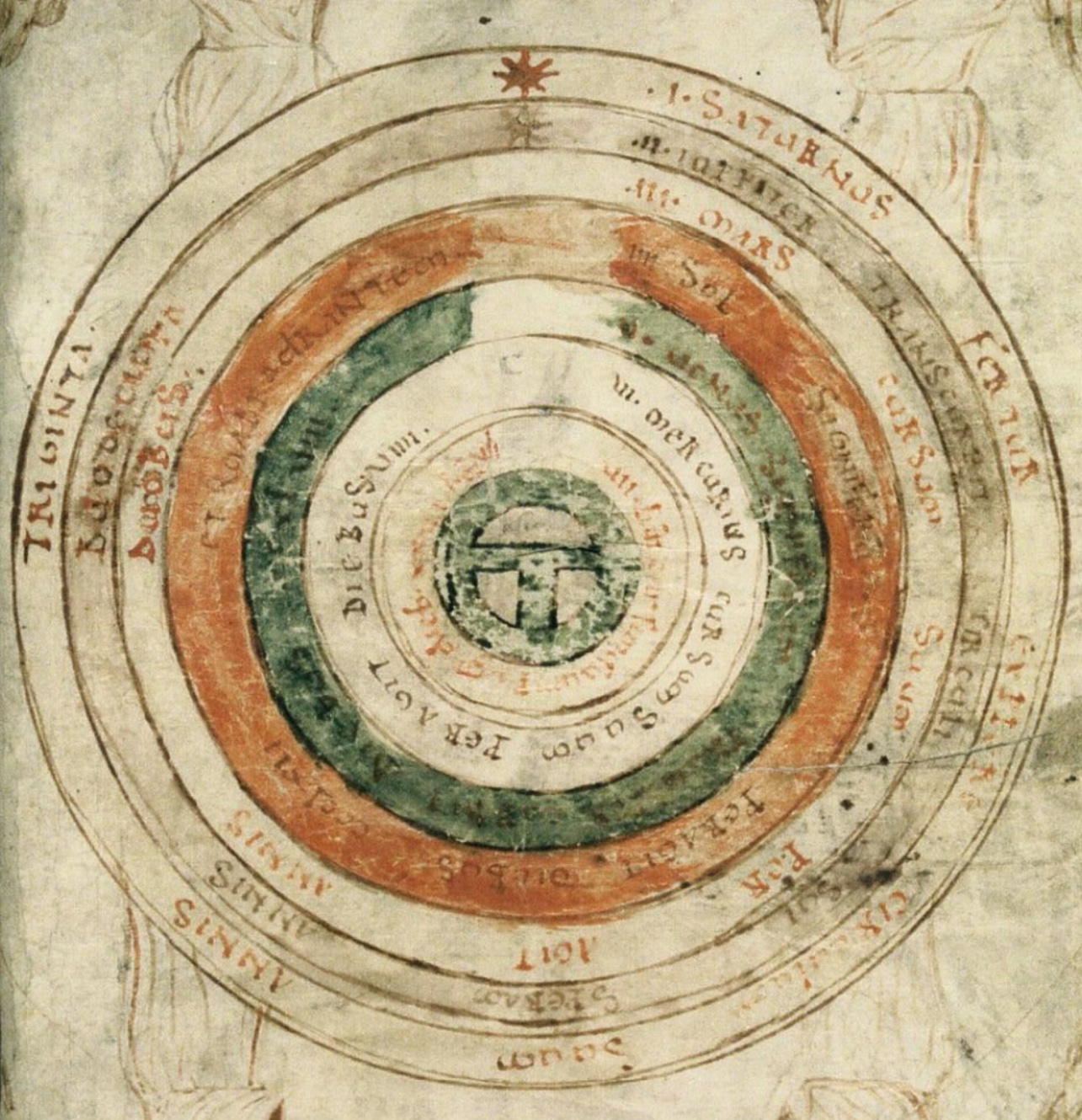
A Terra dentro de sete esferas celestes, de Beda, De natura rerum, final do século XI

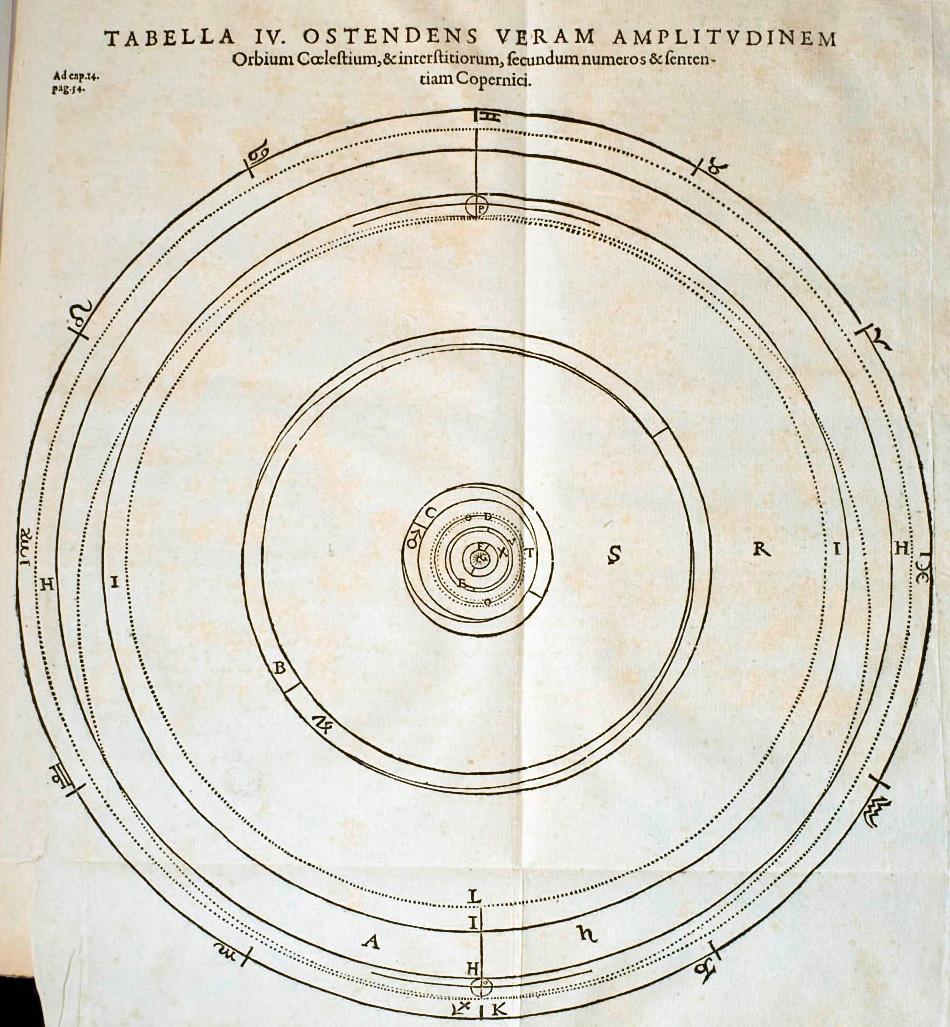
Diagrama de Johannes Kepler das esferas celestes e dos espaços entre elas, seguindo a opinião de Copérnico (Mysterium Cosmographicum, 2ª ed., 1621)

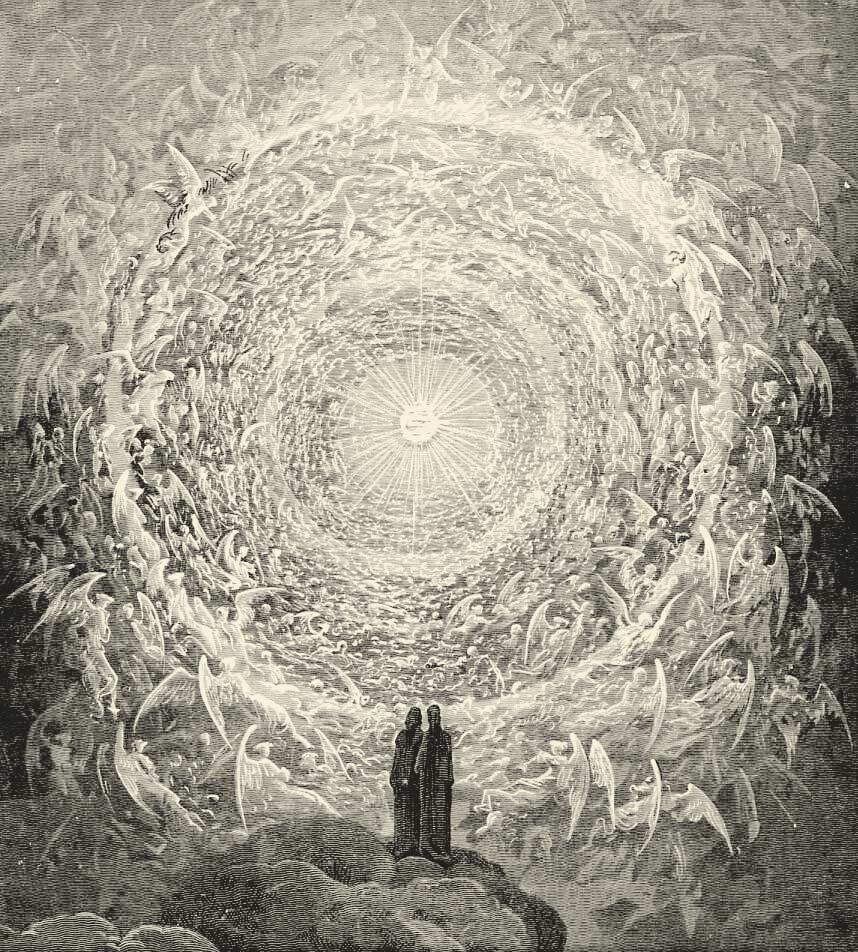
Dante e Beatriz contemplam o céu mais alto; das ilustrações de Gustave Doré à Divina Comédia, Paradiso Canto 28, linhas 16–39.

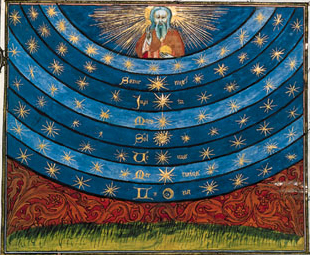
Nicole Oresme, Le livre du Ciel et du Monde, Paris, BnF, Manuscrits, Fr. 565, pág. 69 (1377)